# Monchy-Lagache
Monchy-Lagache – miejscowość i gmina we Francji, w regionie Hauts-de-France, w departamencie Somma.
Według danych na rok 2011 gminę zamieszkiwało 675 osób, a gęstość zaludnienia wynosiła 44 osoby/km² (wśród 2293 gmin Pikardii Monchy-Lagache plasuje się na 363. miejscu pod względem liczby ludności, natomiast pod względem powierzchni na miejscu 183.).